# Арнольд, Джеймс
Джеймс Ричард Арнольд (англ. James Richard Arnold; 5 мая 1923 — 6 января 2012) — американский учёный, почётный профессор химии имени Гарольда Юри и признанный первопроходец в области планетарной и космической химии в Калифорнийском университете в Сан-Диего, где в его честь был назван курс лекций.

## Биография
Арнольд родился в городе Метачен, штат Нью-Джерси, получил образование в Принстонском университете. Аспирантом участвовал также в Манхэттенском проекте, по результатам своей работы там он в 1946 году получил степень доктора философии. После этого первое время учёный работал в Чикагском университете в исследовательской группе Уилларда Либби, помогая в разработке метода радиоуглеродного датирования, за что Либби получил впоследствии Нобелевскую премию. В 1955 году Арнольд вернулся в Принстон, где адаптировал метод датирования для определения возраста метеоритов. В 1958 году по приглашению Роджера Ревеля он стал преподавателем Калифорнийского университета в Сан-Диего, а в 1960 — основателем и первым заведующим кафедры химии. Также Арнольд стал первым руководителем Калифорнийского института космоса (подразделения Калифорнийского университета), членом Национальной академии наук США и Американской академии гуманитарных и точных наук. В его честь был назван астероид 2143 (Джимарнольд). Учёный скончался 6 января 2012 года от осложнений болезни Альцгеймера.